# Administración Pública de Honduras
La Administración Pública es el conjunto de organismos estatales que realizan las funciones administrativas del estado hondureño. En general abarca a los distintos entes y dependencias que integran el Poder Ejecutivo de Honduras.
El concepto de "administración pública" es impreciso y suele ser usado con diversos alcances. En este artículo está utilizado como especie del concepto más amplio de Estado. La Administración Pública no incluye el Poder Legislativo ni el Poder Judicial. Tampoco abarca las empresas estatales ni entes privados que prestan servicios públicos. 
Incluye en cambio a las entidades públicas descentralizadas y especializadas, como los centros de enseñanza, hospitales y museos. En principio, las Fuerzas Armadas integran la Administración Pública, aunque poseen un régimen especial. 
En 2014 se aprobó la Ley para Optimizar la Administración Pública.